# Nokere Koerse 1983
La Nokere Koerse 1983, trentottesima edizione della corsa, si svolse il 16 marzo per un percorso con partenza ed arrivo a Nokere. Fu vinta dal belga Walter Schoonjans della squadra Perlav-Euro-Soap davanti al connazionale Patrick Cocquyt e all'olandese Gerard Veldscholten.

## Ordine d'arrivo (Top 10)
| Pos. | Corridore             | Squadra                       | Tempo    |
| ---- | --------------------- | ----------------------------- | -------- |
| 1    | Walter Schoonjans     | Perlav-Euro-Soap              | 3h33'00" |
| 2    | Patrick Cocquyt       | Safir-Van De Ven              | a 45"    |
| 3    | Gerard Veldscholten   | TI-Raleigh-Campagnolo         | s.t.     |
| 4    | Patrick Devos         | Splendor-Euro Shop            | s.t.     |
| 5    | Alain Bizet           | Fangio-Tonissteiner-OM Trucks | s.t.     |
| 6    | Jean-Francois Chaurin | Sem-France-Loire-Mavic        | s.t.     |
| 7    | Alain De Roo          | Boule d'Or-Colnago            | a 2'10"  |
| 8    | Etienne Van der Helst | Perlav-Euro-Soap              | s.t.     |
| 9    | Patrick Vermeulen     | Boule d'Or-Colnago            | a 2'40"  |
| 10   | Eddy Vanhaerens       | Safir-Van De Ven              | s.t.     |